# Cycnoches peruvianum
Cycnoches peruvianum es una especie de orquídea epifita, originaria de Sudamérica.

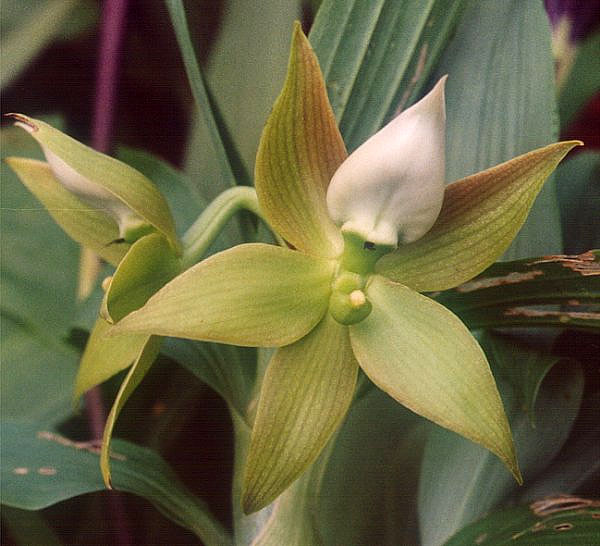
Detalle de la flor

## Descripción
Es una especie de orquídea de tamaño pequeño que prefiere el clima cálido,  es epifita con un pseudobulbo alargado, cilíndrico,  que está envuelto completamente por varias vainas foliáceas escariosas,  y lleva hojas plegadas, dísticas, de hoja caduca. Florece sobre todo en el otoño y el invierno en situ con una inflorescencia en forma de arco colgante, de 10 cm a 75 cm de largo, Las femeninas con unas pocas flores y las masculinas con muchas, la inflorescencia racemosa se deriva de los pseudobulbos más nuevos.

## Distribución y hábitat
Se encuentra en Ecuador y Perú donde crece de los bosques montanos húmedos, a elevaciones de 450 a 900 metros.

## Taxonomía
Cycnoches peruvianum fue descrito por Robert Allen Rolfe y publicado en Lindenia 7: 29, t. 301. 1891.